# صموئيل فلين سكوت
صموئيل فلين سكوت (بالإنجليزية: Samuel Flynn Scott)‏ هو كاتب أغاني نيوزيلندي، ولد في 19 ديسمبر 1978 في ويلينغتون في نيوزيلندا.